# Lucas Torró
Pour les articles homonymes, voir Torro.
Lucas Torró, né le 19 juillet 1994 à Cocentaina, est un footballeur espagnol évoluant au poste de milieu de terrain à CA Osasuna.

## Biographie

### En club
En juillet 2018, il signe à l'Eintracht Francfort pour 1,75 million d'euros.
Lors de la Ligue Europa 2018-2019, il inscrit un but face à l'Olympique de Marseille (victoire 2-1).

### En sélection
Avec l'Espagne des moins de 19 ans, il dispute le championnat d'Europe des moins de 19 ans 2013 où il atteint la demi-finale.

### Vie privée
En octobre 2018, son frère meurt subitement.